# Марія Тоєн
Марія Тоєн, справжнє ім'я Марія Чермінова (чеськ. Toyen, Marie Čermínová; 21 вересня 1902, Прага — 9 листопада 1980, Париж) — чесько-французька феміністська художниця, яка займалася живописом, графікою, фотографією. Представниця поетизму (в Чехії) і сюрреалізму. Найбільш значуща жінка-художниця Чехословаччини в XX столітті.

## Життєпис
Народилася 21 вересня 1902 року в Сміхові (сьогодні район Праги) в сім'ї листоноші. У 16 років вона покинула сім'ю, ймовірно, через свої анархістські погляди, в цей період прийняла псевдонім Тоєн. У 1919—1922 роках навчалася у Школі прикладного мистецтва (Umělecko-průmyslová škola v Praze), у майстерні живопису Емануеля Діте. Влітку 1922 року, перебуваючи на острові Корчула, познайомилася з художником і письменником Їндржихом Штирським.
У 1923 році Тоєн приєдналася до чеської авангардної групи Деветсил. Група мала міцні міжнародні зв'язки, особливо, але не лише з французькою культурою. Серед інших членів цієї дуже великої групи були Їндржих Штирський, майбутній нобелівський поет Ярослав Сайферт, теоретик архітектури Карел Тейге та поет Франтишек Галас.
В середині 1920-х Тоєн приїхала в Париж, де долучилася в кінці 1920-х до сюрреалістів з гуртка Андре Бретона і Поля Елюара. У 1923 році приєдналася до празької авангардної групи «Дев'ятисил». Спочатку захоплювалася кубізмом, пуризмом, потім еротизмом, після чого прийшла до сюрреалізму. Перша виставка полотен художниці відбулася в паризькому Музеї сучасного мистецтва в 1926 році, перша виставка на батьківщині, в Празі — в 1935 році. Тоєн — одна із засновниць Товариства сюрреалістів Чехословаччини (в 1934 році).
Найбільш плідним для Тоєн був період між 1928 і 1938 роками, коли вона створила свої найвідоміші малоформатні полотна. У деяких з них художниця виступає предтечею авангардистського напрямку інформалізму, вже після Другої світової війни у Франції. У роки окупації німецькими військами Тоєн була змушена переховуватися, оскільки її роботи були віднесені нацистами до творів дегенеративного мистецтва. Остаточно покинула Чехословаччину в 1947 році, перебравшись до Парижа. У тому ж році відбулася виставка її робіт в галереї Деніз Рене. Тоєн відновила стосунки з паризькою групою сюрреалістів і не покидала її рядів аж до розпуску в 1969 році.
Марія Тоєн померла в 1980 році в Парижі. Вирушаючи в еміграцію в 1947 році, вона відвезла більшу частину своїх творів з собою. Сама представницька колекція її робіт знаходиться у Франції.

## Жінки в сюрреалізмі
Тоєн вважається найбільш значущою жінкою-художницею Чехословаччини в XX столітті.
Художня ідентичність Тоєн передбачала значну увагу до гендерних питань та сексуальної політики. Висловлюється думка, що це було б складно, враховуючи те, що в сюрреалістичному русі переважають чоловіки, і його часто розглядають як сексистський. Однак сюрреалізм почав приваблювати багатьох жінок у 1930-х і з часом став більш врівноваженим. Див. Список сюрреалісток.

## Особисте життя
Тоєн при народженні було присвоєно жіночий рід, але, схоже, вона віддавала перевагу менш гендерній ідентифікації. Тоєн часто одягалася в одяг чоловічого стилю та віддавала перевагу чоловічим символам, обираючи нонконформістську позицію щодо гендеру та сексуальності — тем, що глибоко проникли в сюрреалістичне мистецтво. Художниця часто зверталася до гендеру та сексуальності в гумористичних та фентезійно-еротичних ілюстраціях. Дослідниця Малінн Стернштейн називала Тоєн «гіперсексуалізованою».
Тойен висловлювала інтерес до лесбійської сексуальності, а також до багатьох інших форм сексуального самовираження, але невідомо, що саме включала особиста сексуальна активність художниці. Два основних мистецьких партнерства Тоєн були з чоловіками, але невідомо, чи включали вони сексуальні контакти. За словами Хюбнер, найкраще розглядати Тойен як квіра.
Тойен описували як таку, що виступає у «неоднозначній гендерній» манері через чергування спідниць та більш чоловічого одягу. Сучасники Тойен вважали, що хода Тоєн була нежіночною та стверджувала, що її приваблюють жінки.